# شورلت بسکین
شورلت بِسکِین (به انگلیسی: Chevrolet Biscayne) خودرویی است که در سال‌های ۱۹۵۸ تا ۱۹۷۲ تولید شده‌است.
این خودرو در کلاس خودروهای سایز بزرگ قرار گرفته و طراحی آن موتور جلو-محور عقب بوده است.